# Тирунеш Дибаба
Тирунеш Дибаба Кенене (амх. ጥሩነሽ ዲባባ ቀነኒ) етиопска је атлетичарка, специјалиста за дуге стазе, која се углавном такмичи у дисциплинама трчања на 5.000 и 10.000 метара. Од 2008. године је власница светског рекорда на 5.000 метара.
На Светском првенству 2005. године у Хелсинкију је освојила златне медаље и на 5.000 и на 10.000 m, а исто јој је пошло за руком на Олимпијским играма 2008. у Пекингу поставивши нови олимпијски рекорд у трци на 10.000 m. На крају 2008. године је проглашена за атлетичарку године у свету.
Тирунеш је четврта од шесторо деце у породици, а њене сестре, Еџагајеху и Гензебе су, такође, успешне атлетичарке.